# Simulium laplandica
Simulium laplandica är en tvåvingeart som beskrevs av Chubareva och Yankovsky 1992. Simulium laplandica ingår i släktet Simulium och familjen knott. Inga underarter finns listade i Catalogue of Life.